# Cercanías San Sebastián
A Cercanías San Sebastián (baszk nyelven: Renfe Aldiriak - Donostia a Spanyolországban található San Sebastián elővárosi vasúthálózata, mely jelenleg egy vonalból és 30 állomásból áll.  Üzemeltetője a Cercanías/Aldiriak. A Cercanías a Madrid-Hendaya-vasútvonal egy részén működik.